# داستان فیلادلفیا (فیلم)
داستان فیلادلفیا (به انگلیسی: The Philadelphia Story) یک فیلم کمدی رمانتیک آمریکایی به کارگردانی جرج کیوکر است که در سال ۱۹۴۰ اکران شد.

## خلاصه داستان
تریسی (کاترین هیپورن) از طبقهٔ ثروتمند در آستانهٔ دومین ازدواج خود با مردی ابله ولی پولدار است. با ورود دکستر (کری گرانت) همسر اول تریسی و مایک (جیمز استوارت) خبرنگاری پرهیاهو ماجرا پیچیده‌تر می‌شود. مایک که به تریسی علاقه‌مند شده همراه با زنی عکاس در مجلس عروسی شرکت می‌کند و با مکر و حیله سرانجام مراسم عروسی را به هم می‌زند…

## در باره فیلم
- از بهترین کمدی کلاسیک‌های هالیوود و براساس نمایشنامهٔ فیلیپ بری که از ابتدا برای کاترین هیپورن نوشته شده و درخشش سه بازیگر اصلی فیلم که با وجود پی‌رنگ مرکزی شخصیت زن فیلم، پیدا کردن شخصیت اصلی فیلم کمی دشوار است.
- کاترین هیپورن دو سال این نمایشنامه را بر صحنهٔ تئاتر به تهیه‌کنندگی هوارد هیوز اجرا می‌کرد.
- گفته می‌شود که تمام پلان‌های فیلم تنها با یک برداشت فیلم‌برداری شده‌است.[۲]

## جوایز افتخارات
جایزه اسکار 
- برنده جایزه بهترین فیلم‌نامه اقتباسی
- برنده جایزه بهترین بازیگر مرد برای جیمز استوارت
- نامزد جایزه بهترین فیلم
- نامزد جایزه بهترین کارگردانی
- نامزد جایزه بهترین بازیگر زن برای کاترین هیپورن
- نامزد جایزه بهترین بازیگر نقش دوم زن برای روث هوسی

## گالری عکسها

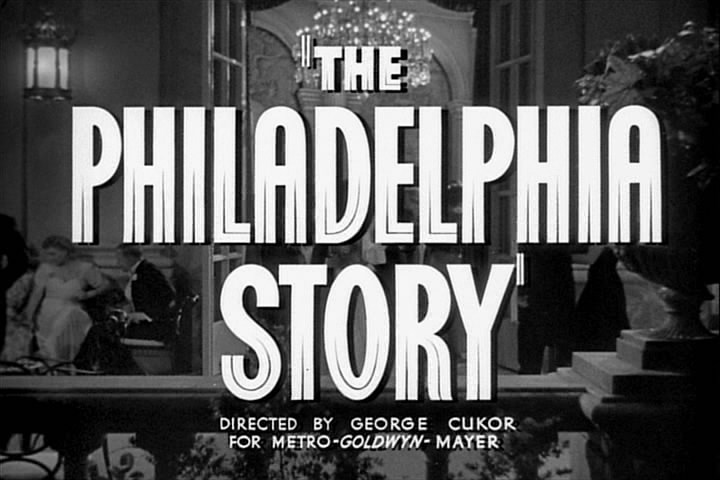
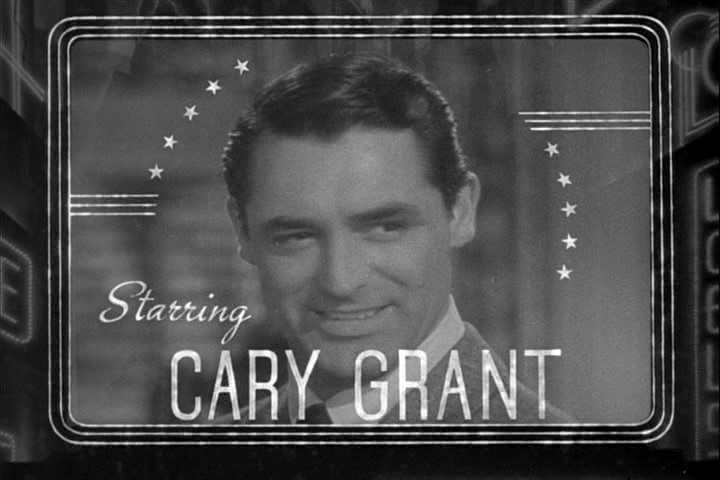
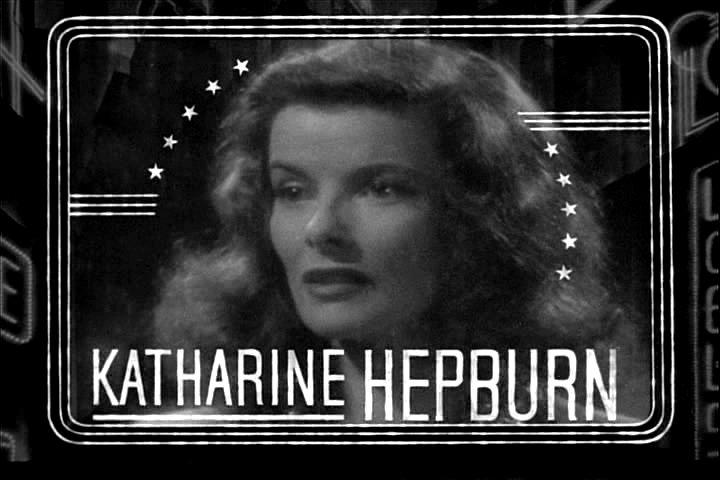
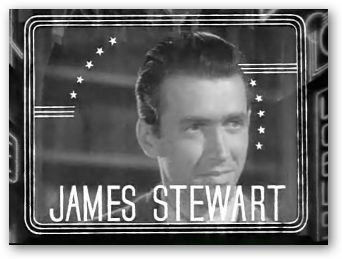
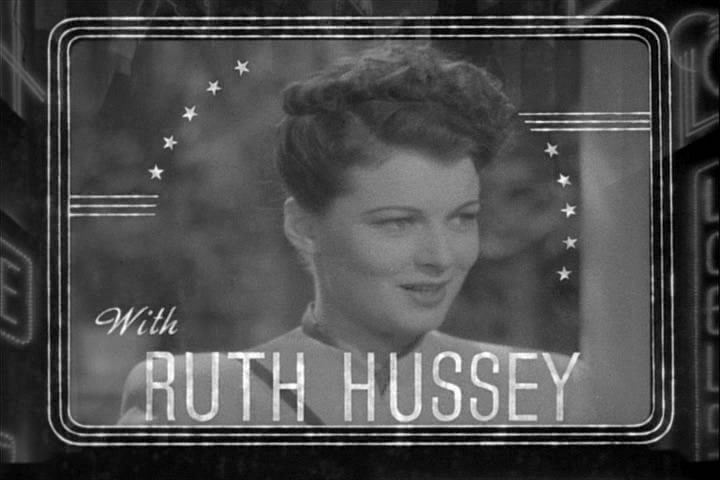
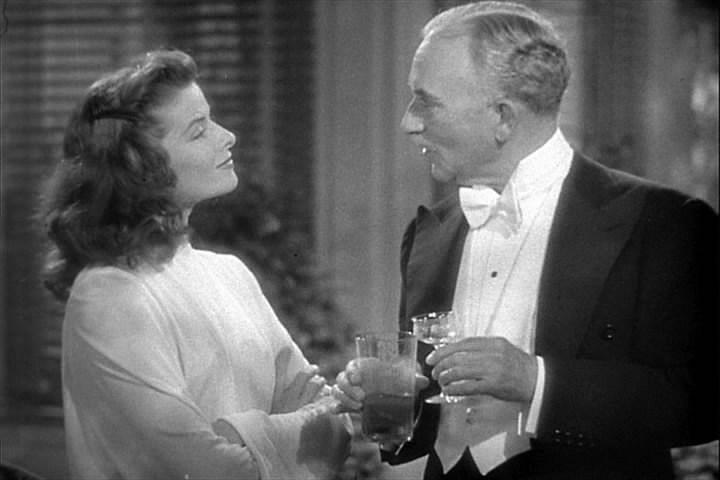
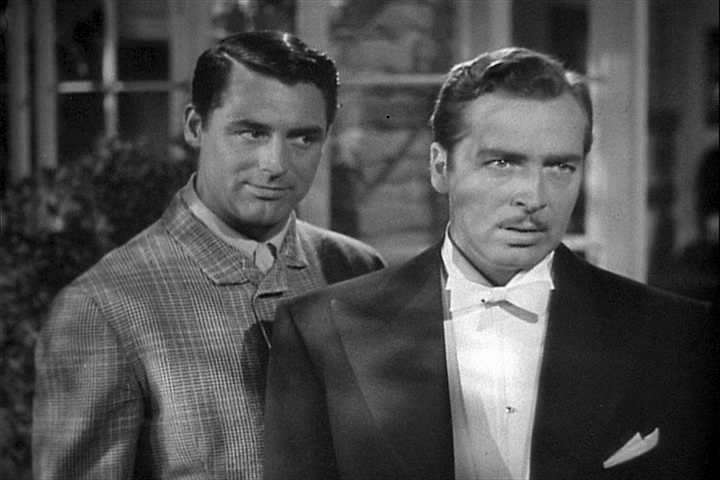
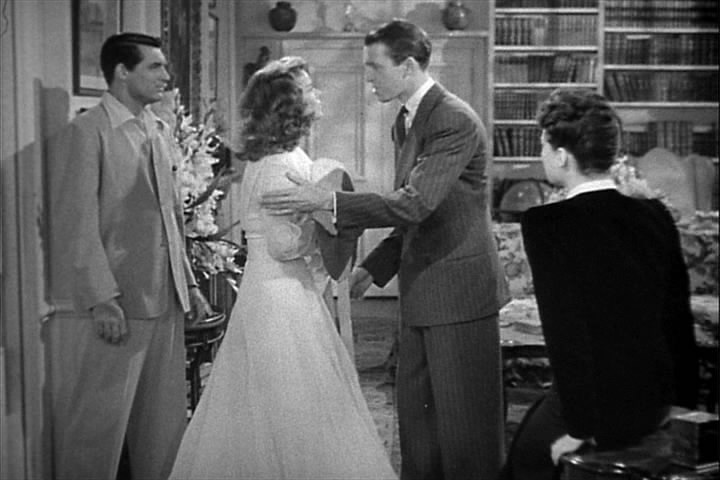
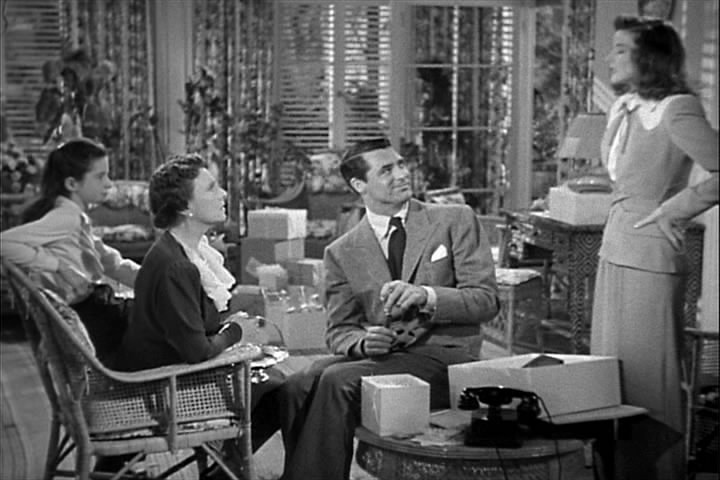
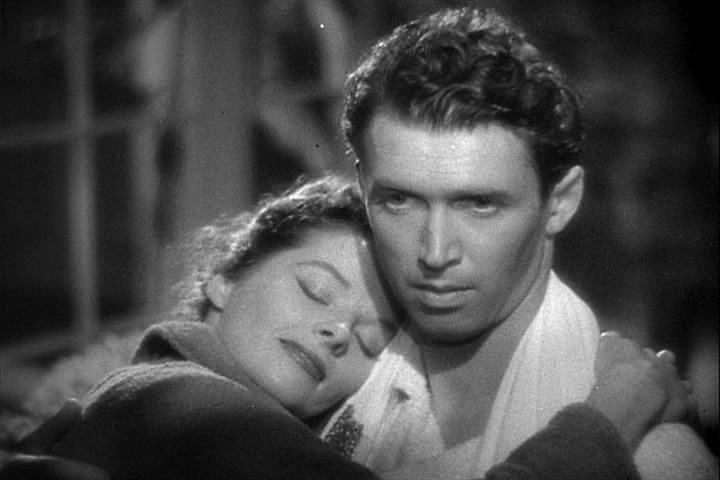
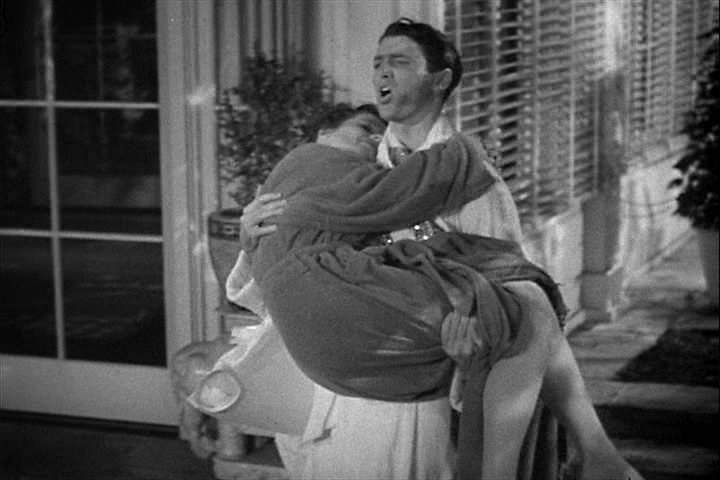
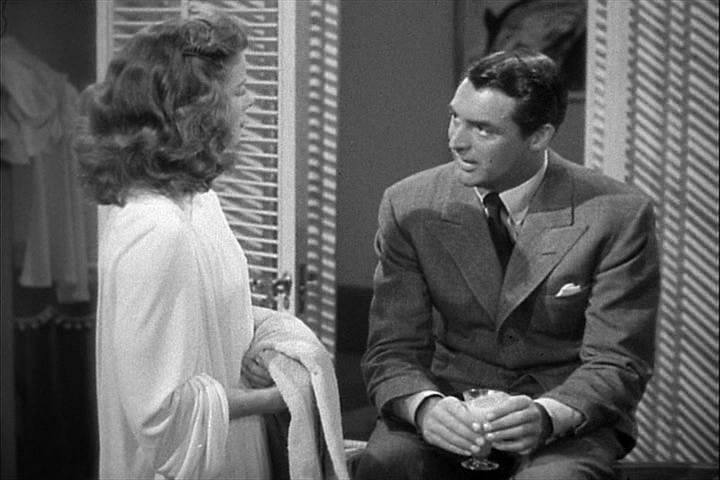